# Staurocephalites taugourdeausi
Staurocephalites taugourdeausi is een uitgestorven borstelworm waarvan de positie binnen die groep onduidelijk is.
De wetenschappelijke naam van de soort werd in 1974 gepubliceerd door Du Chêne.